# Ancistrus mullerae
Ancistrus mullerae är en fiskart som beskrevs av Bifi, Pavanelli och Claudio Henrique Zawadzki 2009. Ancistrus mullerae ingår i släktet Ancistrus och familjen Loricariidae. Inga underarter finns listade i Catalogue of Life.